# Ezola Broussard Foster
Ezola Broussard Foster (née le 9 août 1938 à Maurice (Louisiane) et morte le 22 mai 2018 à Boulder City) est une militante politique américaine conservatrice.
Elle est la présidente de l'association Black Americans for Family Values en français : « Américains noirs pour les valeurs familiales » et l'auteure du livre What's Right for All Americans en français : « Ce qui est bon pour tous les Américains ».
Elle est la candidate du Parti de la réforme au poste de vice-président des États-Unis lors de l'élection présidentielle américaine de 2000 en tandem avec Pat Buchanan pour la présidence.
En avril 2002, Foster quitte le Parti de la réforme pour rejoindre le Parti de la Constitution.
Elle est mariée avec Charles Foster, un chauffeur de camion.